# Asociación de Fútbol de Barbados
La Asociación de Fútbol de Barbados (AFB) es el encargado de la organización de los campeonatos del fútbol profesional varonil y femenil en todas sus divisiones en Barbados y la selección de fútbol de Barbados varonil y femenil en todas sus divisiones.
La AFB está afiliada con la FIFA y la Concacaf, ambas desde 1968.